# Uraka I od Leona
Uraka I od Leona (šp. Urraca I de León, Leon, 1081 — Saldanja, 1126) bila je kraljica Leona i Kastilje izmedju 1109. i 1126. godine, kao i kćerka i naslednica Alfonsa VI od Leona i kraljice Konstance od Burgonje (šp.Constanza de Borgoña).

## Porodično poreklo
S očeve strane (Alfonsa VI), Uraka je bila unuka Fernanda I, kralja Leona i grofa Kastije, i njegove žene Sanče od Leona, ćerke Alfonsa V, dok je sa majčine strane (Konstance od Burgonje), Uraka bila unuka vojvode Roberta I od Burgonje, sina Roberta II od Francuske, drugog francuskog monarha iz dinastije Kapeta, i njegove žene Helie od Semura (Hélie de Sémur).

## Kraljica Galicije
Uraka je bila najstarije dete kralja Alfonsa I od Leona i njegove druge žene Konstance, a rođenje njenog brata Sanča, godine 1093. uklonilo ju je sa puta da postane naslednica trona. Godine 1095. Uraka ugovara brak sa Rejmundom od Burgonje (Raimundo de Borgoña), plemenitim Francuzem koji je došao u Leon nakon bitke kod Sagrahasa (Batalla de Sagrajas, Španija), odgovarajući na poziv Alfonsa VI hrišćanima u Evropi, upućen sa namerom da se organizuje rat protiv muslimana koji su uništili njihove kraljeve. Godine 1095, kao rezultat braka Alfonsove druge ćerke Terese od Leona (Teresa de León) i Enrikea od Burgonje (Enrique de Borgoña), monarh je podelio Galisiju (el Reino de Galicia) na dva dela: kraljevstvo je pripalo Uraki i Rejmundu, a portukalenski okrug (el condado Portucalense), koji je obuhvatao delove između reka Duero (el río Duero) i Minjo (el río Miño), pripao je kao miraz Terezi i Enrikeu.

## Kraljica Leona i Kastilje

### Pristupanje tronu
Godine 1108. u bici kod Uklesa (šp. la batalla de Uclés) umire Urakin brat Sančo. Smrt jedinog muškog potomka Alfonsa VI pretvara Uraku, koja je u međuvremenu postala udovica, u kandidatkinju sa najvećim šansama da nasledi oca. On okuplja kraljevske plemiće u Toledu i saopštava im da je Uraka izabrana za njegovu naslednicu, što je bilo veoma iznenađujuće. Plemići prihvataju njeno naimenovanje, ali zahtevaju da Uraka ugovori novi brak. Mnogi kandidati su se prijavili kako bi stupili u brak sa naslednicom trona, ali oni koji su se najviše istakli među njima bili su grofovi Gomes Gonsales i Pedro Gonsales od Lare. Alfonso VI, plašeći se da se rivalstvo između kastiljanskih i leonskih plemića ne poveća zbog otimanja oko toga čija će Uraka biti žena, odlučuje da je uda za aragonskog kralja Alfonsa I od Aragona zvanog Borbeni (šp. El batallador). Brak je sklopljen 1109. godine u dvorcu Monson de Kampos (šp. el castillo de Monzón de Campos), sa gospodarom tvrđave Pedrom Ansuresom kao kumom, iako ne možemo sa sigurnošću tvrditi da li je to bilo pre ili nakon smrti Alfonsa VI.

### Prva etapa (1109—10)
Uraka i Alfonso su stupili u brak, iako su pojedine političke stranke zbog različitih motiva bile protiv njihovog braka. Prvu stranku je formiralo francusko sveštenstvo, koje je u velikoj meri ojačano zahvaljujući burgundskom poreklu Urakinog prvog muža, i koje je strahovalo od gubitka svojih privilegija.
Centar druge stranke je bio u Galisiji, i ona je bila protiv braka između Urake i Alfonsa zbog gubitka prava Urakinog sina, Alfonsa Raimundesa, na leonski presto. Zapravo, jedan od prvih poteza koji su vladari načinili bilo je potpisivanje jednog pakta, prema kome su supružnici uzajamno odobravali autonomnu moć u kraljevstvu onog drugog, oboje bi proglasili za naslednika sina, ukoliko se rodi, a ako se u njihovom braku ne rodi naslednik, svaki supružnik bi nasledio onog drugog u slučaju smrti jednog od njih. Ovaj sektor je od prvog momenta bio podeljen na dve tendencije: prva je bila na čelu sa biskupom Santijaga de Kompostele, Dijegom Helmiresom, koji je branio položaj princa Alfonsa kao Urakinog naslednika, a druga na čelu sa Pedrom Froilasom, knezom Trabe i tutorom princa Alfonsa, koji se zalagao za nezavisnost Galisije, čiji bi tron zauzeo Alfonso.
Treća grupa koja je bila protiv kraljevskog braka nalazila se u istom sedištu i na njenom čelu je bio grof Gomes Gonsales, a njegovo protivljenje je bilo motivisano strahom od gubitka moći, što se ubrzo i ispostavilo kao opravdano, kada je Alfonso I postavio plemiće od Aragona i Navare na važne javne pozicije i kao čuvare kastiljanskih i leonskih utvrđenja i teritorija.
Smatra se da je knez od Trabe povukao prvi nasilan potez protiv vladara, kada se žalio na nasledna prava princa Alfonsa. Kao odgovor na galisijsku pobunu, Alfonso Borac se na čelu svoje vojske uputio prema Galisiji, gde je, 1110. godine, uspostavio red u pobunjeničkoj kneževini pobedivši galisijske trupe u utvrđenju Monteroso.
Galisijska pobuna protiv kraljevske vlasti bila je samo početak niza političkih i ratnih sukoba, koje će suprotni karakteri Urake i Alfonsa i obostrana antipatija osnažiti u predstojećim godinama i koji će uvući hispanske kraljevine u jedan neprekidan građanski rat.
Ubrzo će se razlikovati dve tendencije u stranci koja je bila protiv braka i koja je takođe bila utvrđena u sedištu kraljevstva. Jedna podržava Alfonsa kao vladara koji poseduje apsolutnu vlast i sačinjena je od nižeg plemstva i predstavnika velikih gradova koji okružuju Put za Santijago, u želji da se oslobode crkvene uprave; druga podržava Uraku i formirana je od strane visokog plemstva i sveštenika koji će aktivno raditi kako bi dobili poništenje braka od strane crkve, argumentovano pred papom Paskalom II, koji je i sam bio incestuozan jer je bio u krvnom srodstvu sa supružnicom (oboje su bili praunuci Sanća Garsesa III od Pamplone ). Papa preti izopštenjem vladara iz crkve ukoliko ne ponište brak. Kraljica je, prema onome što piše Heronimo Surita u Analima krune od Aragona, potvrdila da
...iako je brak uspostavljen nakon kraljeve smrti, željom i naredbom velikaša, išao je protiv njene volje i primio je mnogo kritika zbog lošeg ponašanja aragonskog kralja, koji je sprovodio veliku tiraniju i izbacio biskupe iz Burgosa i Leona iz njihovih crkava i uhapsio onog iz Palensije i prognao biskupa iz Toleda na dve godine iz njegove eparhije, iako je bio legat apostolskog sedišta, i koji je oterao opata iz manastira Saaguna i u njega postavio don Ramira, svog brata. Strast je bila tako užasna da je kraljica tvrdila da je sa velikim besom i mržnjom priželjkivala smrt prestolonaslednika, verujući da će naslediti kraljevstvo. Ovako je narod podstican i delovao je protiv njega.
Uraka odlučuje da se udalji od Alfonsa i odlazi u manastir Saagun. Alfonso I dobija obaveštenje da nadbiskup Toleda radi na tome da se poništi brak, što ga, zajedno sa glasinama da kraljica ima ljubavnu vezu sa knezom Gomes Gonsales, podstiče da zatvori Uraku u tvrđavu El Kasteljar (šp. El Castellar) i da povede svoju vojsku protiv svih onih kastiljanskih tvrđava koje su stale na stranu Urake. Zauzeo je Palensiju, Burgos, Osmu, Orensе, Toledo, gde je svrgnuo nadbiskupa, i Saagun, gde je svrgnuo opata manastira.
Knez Gomes Gonsales, zajedno sa knezom Pedrom Gonsalesom od Lare, uspeva da oslobodi kraljicu, koja traži utočište u kandespinskoj tvrđavi, koja se nalazi u Fresno de Kantespinu, u Segoviji.

### Druga etapa (1111—14)
Kralj je zatim odlučio da se suoči sa situacijom, što je i učinio u bici Kampo de la Espina ili Kandespina (26. oktobar 1110), iz koje je izašao kao pobednik zahvaljujući vojnoj podršci koju je dobio od Urakine polusestre i zeta, kneževa Portugala, Terese i Enrikea. Heronimo Surita opisuje bitku na sledeći način:
Kada je bitka počela da zadaje teške povrede obema stranama, knez don Pedro Gonsales ostavio je kraljevski barjak, i napustio polje bežeći,a knez don Gomes je ostao sa Kastiljancima nepokolebljiv u bici, ali su na kraju bili naterani u beg i pobeđeni, a knez Gomes ostao je mrtav na polju.
Međutim, Alfonsov ulazak u Toledo i želja Terese i Enrikea da izvuku korist, učinili su da Enrike pokuša da sklopi pakt sa Urakom, ali neprijateljstvo između polusestara učinilo je da se na kraju Uraka pomiri sa svojim mužem Alfonsom, primoravajući kneževe Portugala da se vrate svom kraljevstvu.
Bračno pomirenje je opet uzdrmano kada se Uraka sastala sa galisijskim plemstvom i prihvatila da njen sin Alfonso bude proglašen kraljem Galisije. Krunisanje se održalo u Santijago de Komposteli, 17. septembra 1111. godine, i izazvaće bes Alfonsa I Aragonskog i nove sukobe između vladara tokom cele 1112. godine, od kojih se ističu oni u gradovima kao što su Astroga i Karion de los Kondes, koji su se završili novim primirjem koje će biti prekršeno sledeće godine u Burgosu, kada je kraljica, podržana trupama biskupa Santijaga de Kompostele, Dijega Helmiresa, opkolila grad. Alfonso tada odlučuje da napusti teritorijalne pretenzije nad kraljevstvima svoje supruge i, bazirajući se na argumentima koje su upotrebili oni koji su od prvog trenutka hteli da ponište njihov brak, odlučuje da odbaci Uraku, što se i ostvarilo na savetu održanom u Palensiji, 1114. godine.

### Treća etapa (1115—26)
Povlačenje Alfonsa I ne znači i nestanak konflikata, šta više, oni ponovo otpočinju u Galisiji 1115. godine, kada grof od Trabe, Pedro Froilas i episkop Santijaga de Kompostele, Dijego Helmires pokušavaju da povećaju autonomiju kraljičinog sina Alfonsa, kao nezavisnog kralja Galisije. Kraljica odlučuje da udalji svog sina Alfonsa Raimundesa od uticaja tutora, zbog čega ga upućuje u Santijago na čelo svoje vojske. Helmires i grof od Trabe sklapaju pakt sa Urakom I, i dok razgovaraju sa njom, stanovništvo počinje da diže pobunu. U toj narodnoj pobuni Uraka je bila, nakon što su se ljudi okupili oko nje, izudarana, bačena naga u blato, zlostavljana i ponižavana, čak se kaže da je neko iz gomile bacio kamen na nju, pogodivši je u lice, učinivši da joj ispadnu neki zubi. Nakon bekstva, kraljica je opkolila grad do predaje, a zatim ga je podvrgla snažnoj represiji zbog suprotstavljanja vlasti.
Godine 1117, Uraku I su u zamku Sobroso (šp.Castillo de Sobroso) opkolile pristalice njenog sina i sestre po ocu, Terese od Leona, ali je uspela da pobegne i da se vrati u Santijago de Kompostelu,o čemu govori Istorija Kompostele (šp. Historia compostelana). Kasnije se Uraka konsoliduje sa pristalicama svoga sina potpisujući Tambrovski pakt (šp.Pacto del Tambre), priznajući legitimitet Alfonsa da je nasledi na tronu. Bez obzira na sve, mir je potrajao do 1120. godine, kada se ponovo suočava sa grofom od Trabe sa kojim je opet trebalo da sklopi pakt 1121. godine zbog invazije iz portukalenskog okruga (šp.Condado Portucalense). Invaziju je predvodila njena sestra Teresa, koja ju je odbila preko reke Minjo (šp.río Miño) i pobedila u Lanosu (šp.Lanhoso), čime je postigla da je Uraka prizna za svoju suverenu.
Poslednje godine Urakine vladavine nisu toliko poznate zbog nedostatka originalnih i jasnih dokumenata. Jedna studija pokazuje da nije prekinula građanski rat sve do smrti, koja se dogodila u zamku Saldanja (šp.castillo de Saldaña), godine 1126. Te iste godine, njen sin Alfonso I, došavši iz Galisije, krunisan je kao kralj Leona pod imenom Alfonso VII od Leona, kasnije nazvan Car (šp.el Emperador).

## Brakovi i Potomstvo
Kraljica Uraka se prvo udala za grofa Raimunda od Burgonje, sina palatinskog grofa Giljerma I od Burgonje. Brak je dogovoren od 1087. godine, ali venčanje nije održano do 1095. godine u Toledu. Deca iz njenog prvog braka su:
1. Alfonso VII od Leona (1105-1157). Nasledio je majku na tronu Kastilje i Leona.
2. Sanča Raimundes (1102-1159)
Drugi brak je ugovoren sa Alfonsom I Borcem, aragonskim kraljem, u kojem nije bilo naslednika i koji je kasnije proglašen nevažećim zbog krvne srodnosti supružnika.
Prema starim hronikama napisanim od strane Heronima Surite, grof Pedro Gonsales od Lare, sin Gonsala Nunjesa, koji je bio stanovnik Lare i Osme, i Gote Nunjes, uživao je naklonost kraljice,
... nikad nije oprostio svojoj časti niti je ikad pravio razliku između supružnika i preljubnika, mislio je da se oženi njome, i stavljao se na čelo poslova u kraljevstvu nameravajući da komanduje i zabranjuje kao apsolutni gospodar. Ali ona nije znala da bude predmet ni njegove ni bilo čije ljubavi.
Grofovi i bogati ljudi Kastilje nisu priznavali brak i Giter Fernandes od Kastra je zarobio i zatvorio grofa Pedra u zamak od Mansilje.
U vezi sa grofom Pedrom Gonsalesom od Lare Uraka je rodila najmanje dvoje dece:
1. Elvira Peres od Lare (1110-1174), koja se udala prvi put za grofa Garsiju Peresa od Trabe, gospodara Trastamare, sina grofa Pedra Froilasa. Posle je ugovoren novi brak sa grofom Bertranom od Risnela, gospodarom Kariona.
2. Fernando Peres Urtado (1114-1156), koji je kasnije živeo u Portugalu.

## Grob
Posle njene smrti u Saldanji, telo kraljice Urake je odneseno u Leon, gde je položeno u grob u Panteonu Kraljeva San Isidora od Leona, obnavljajući tako tradiciju da se kraljevi od Leona pokopavaju tamo. Ovu tradiciju je prekinuo njen otac Alfonso VI od Leona, koji je sahranjen zajedno sa većinom svojih supruga u manastiru Svetog Benedita od Saaguna,među kojima je i Konstanca od Burgonje, majka kraljice Urake. Njeni ostaci su bili položeni u jednom grobu od čistog mermera, iznad koga se nalazila izvajana slika kraljice, međutim, taj grob je sada nestao. Na grobu se nalazio epitaf na latinskom na kome je pisalo sledeće:
H. R. DOMNA URRACA REGINA, MATER IMPERATORIS ALFONSI, HOC URRACA JACET PULCRO REGINA SEPULCHRO. REGIS ADEFONSI FILIA QUIPPE BONI. UNDECIES CENTUM DECIES SEX QUATUOR ANNOS MARTIS MENSE ORAVI, CUM MORITUR NUMERA.

## Literatura
- Fernandes Marques, Maria Alegria . Estudos sobre a Ordem de Cister em Portugal. Coímbra: Estudos da Faculdade de Letras da Universidade de Coimbra. 2008.  978-972-772-019-4.
- Arco y Garay, Ricardo del (1954). Sepulcros de la Casa Real de Castilla. Ricardo del Arco y Garay. Madrid: Instituto Jerónimo Zurita. Consejo Superior de Investigaciones Científicas. OCLC 11366237.
- Calderón Medina, Inés;  . (2008).  Universidad de Murcia; Ayuntamiento de Lorca, ур. La nobleza portuguesa al servicio del rey de León 1157-1187. Pero Pais de Maia y Vasco Fernandes de Soverosa (PDF). Actas IV Simposio Internacional de Jóvenes Medievalistas, Lorca 2008. стр. 39—50. ISBN 978-84-8371-801-8.
- Elorza, Juan C.; Vaquero, Lourdes;  . (1990).  Junta de Castilla y León. Consejería de Cultura y Bienestar Social, ур. El Panteón Real de las Huelgas de Burgos. Los enterramientos de los reyes de León y de Castilla (2ª изд.). publisher Evergráficas S.A. ISBN 978-84-241-9999-9.
- Pallares Méndez,María del Carmen; Portela, Ermelindo (2006). La Reina Urraca. San Sebastián: Nerea, Seria media, 21. ISBN 978-84-96431-18-8.
- Salazar y Acha, Jaime de (2006). „Urraca. Un nombre egregio en la onomástica altomedieval”. En la España medieval (1): 29—48. ISSN 0214-3038.
- Sánchez de Mora, Antonio (2003). „La nobleza castellana en la plena Edad Media: el linaje de Lara. Tesis doctoral editor = Universidad de Sevilla”.
- Zurita, Jerónimo (1976).  Institución "Fernando el Católico" (C.S.I.C.), ур. Anales de la Corona de Aragón (PDF). ISBN 978-84-600-6012-3. Архивирано из оригинала (PDF) 19. 10. 2013. г. Приступљено 28. 12. 2015.